# Zbyněk Hubač
Zbyněk Hubač (* 1. září 1940, Turnov) je bývalý československý skokan na lyžích a jejich pozdější trenér, který závodil v letech 1962 až 1973.
Své jediné vítězství zaznamenal v rakouském Innsbrucku na Turné čtyř můstků 1970/71, vyhrál před krajany Jiřím Raškou a Rudolfem Höhnlem . Díky tomuto prvenství obsadil Hubač v celkové klasifikaci Turné třetí místo za vítězným Jiřím Raškou a druhým Norem Ingolfem Morkem. Celkově třetí skončil Hubač už v ročníku 1968/69, kdy vyhrál Nor Bjørn Wirkola před Jiřím Raškou.
Celkem třikrát se zúčastnil zimních olympijských her, jeho nejlepším umístěním byla 19. příčka na středním můstku, kterou obsadil na hrách 1964 v Innsbrucku i v roce 1968 ve francouzském Grenoblu.
Později působil jako trenér liberecké Dukly a asistent trenéra reprezentace.